# Венеција-Ферми (Бергамо)
Венеција-Ферми је насеље у Италији у округу Бергамо, региону Ломбардија.
Према процени из 2011. у насељу је живело 16 становника. Насеље се налази на надморској висини од 120 м.